# Jean-Pierre Thibaudat
 (août 2021).
Si vous disposez d'ouvrages ou d'articles de référence ou si vous connaissez des sites web de qualité traitant du thème abordé ici, merci de compléter l'article en donnant les références utiles à sa vérifiabilité et en les liant à la section « Notes et références ».
Jean-Pierre Thibaudat est un journaliste français.

## Biographie
De 1978 à 2006, Jean-Pierre Thibaudat est responsable des rubriques théâtre et culture, correspondant à Moscou (Russie) et grand reporter pour Libération.
De 2006 à 2016, il est conseiller artistique du festival Passages, à Nancy et Metz. 

### Blogs
En 2007, il crée le blog de Rue89 « Théâtre et Balagan » et, en 2015, le blog « Balagan » sur Mediapart.
Le 25 juin 2019, il met en cause dans son blog le metteur en scène Jean-Pierre Baro et Guillaume Dujardin, fondateur du Festival de Caves et enseignant en théâtre à l’université de Besançon, pour chantage et agressions sexuelles sur des élèves, un garçon et neuf jeunes femmes, ayant porté plainte.

### Les manuscrits retrouvés de Céline
En 2021, les documents et écrits disparus de Louis-Ferdinand Céline durant près de quatre-vingts ans, et considérés comme volés par l'écrivain, sont restitués par Jean-Pierre Thibaudat, : un mètre cube de papiers personnels, manuscrits et textes inédits notamment 600 feuillets de Casse-pipe, deux romans intitulés Londres pour l'un, Guerre pour l'autre, et une légende intitulée La Volonté du roi Krogold. Les ayants droit, Véronique Robert-Chovin et l'avocat François Gibault, portent plainte contre lui pour recel de vol,. Le journaliste est défendu par l'avocat Emmanuel Pierrat qui avait organisé dès juin 2020, en vain, une rencontre entre les héritiers et son client à son cabinet. En mai 2022, les manuscrits sont restitués. La plainte pour recel est classée sans suite.
En 2022, Thibaudat décide de raconter sur son blog l'histoire des manuscrits, récupérés, selon lui, par Yvon Morandat qui a occupé l'appartement de Céline après sa fuite au Danemark en 1944.

## Publications

### Œuvres personnelles
- Portrait d'amour perdu, 1977
- Premier théâtre (Théâtre), Jean-Claude Lattès, 1981
- Lilou nuage, roman, Minuit, 1981
- Chroniques d'un chasseur d’oubli, Christian Bourgois, 1989
- L'Orson, Actes Sud, 1993
- Le Théâtre français, 1994
- Où va le théâtre ?, éditions Hoëbeke, 1999
- Rien ne sera plus jamais calme à la frontière finno-chinoise. La Russie vue d’en bas, Christian Bourgois, 2002
- Le Théâtre français contemporain, 2006
- Le Festival mondial du théâtre de Nancy : Une utopie théâtrale (1963-1983), 2017
- Lagarce, une vie de théâtre, 2020
- Louis-Ferdinand Céline, le trésor retrouvé, Paris, Allia, 2022, 128 p.

### En collaboration
- Revue internationale de l'Imaginaire n° 10 - Printemps 1988, « Regards sur l'URSS, Naifs soviétiques, théâtre, musiques, religions, vivre à Moscou (URSS) », avec Christian Mériot, Chérif Khaznadar et Jean Duvignaud (éd.), Françoise Gründ, Olga Valdina, Charles Schaettel, Jean Malaurie, 1988
- Peuple de Sibérie. Du fleuve Amour aux terres boréales, avec Claudine Doury, 1999
- Ahmet Sel (photographies), Gens de Moscou, introduction de Jean-Pierre Thibaudat, Catleya, 2001
- Notes de travail, avec Didier-Georges Gabily, 2003
- Paroles intermittentes, avec Bénédicte Brunet, 2003
- Culture publique, opus 1 : L'imagination au pouvoir, avec Antoine Vitez, Jack Lang, 2004
- Krystian Lupa, entretiens, Actes Sud / Conservatoire national supérieur d’art dramatique, 2004
- Les Nénetses de Sibérie. Les hommes debout, photographies de Frank Desplanques, Le Chêne, 2005
- Les Oiseaux De Berlin, avec Ivane Daoudi, 2006
- Arnauld de l'Épine, Jean-Pierre Thibaudat, Germain Viatte, 8 artistes & la terre[9], Banon (La Rochegiron), Argile, 2009  (ISBN 2-909758-25-7)
- Dromesko, souvenirs d'Igor : Baraquement d'utilité publique / Saint Jacques de la Lande, avec Christian Berthelot, 2010
- Ma pauvre chambre de l'imagination : Kantor par lui-même, avec Tadeusz Kantor, 2015
- Esprit d'automne : Histoire d'un festival, avec Antoine de Baecque, 2016
- Chroniques d'un chasseur d'oubli, avec P.-O. Deschamps, 2018
- Aristophane dans les banlieues : Pratique de la non-école, avec Marco Martinelli, 2020

### Traductions
- Rencontre, tragédie sans entracte, de Péter Nádas, traduit du hongrois en collaboration avec Ibolya Virág, 1990, Éditions théâtrales
- Le Prix des Dames, de Gyula Krúdy, roman traduit du hongrois en collaboration avec Ibolya Virág, 1992, Albin Michel
- Courses d'automne, de Gyula Krúdy, roman traduit du hongrois en collaboration avec Ibolya Virág, 1993, Ombres
- Ménage, comedia perpetua, de Péter Nádas, traduit du hongrois en collaboration avec Ibolya Virág, 1996, Éditions théâtrales
- Les Estivants, avec Maksim Gor'kij, Macha Zonina, 1994
- Carnets, d'Anton Tchekhov et Alexandre Tchoudakov, 2005
- La Petite Fille de l'Hôtel Metropole, de Lûdmila Stefanovna Petruevskaâ, 2009
- Notes artistiques, avec Constantin Stanislavski et Macha Zonina, 2011